# Гвен Стейси (Новый Человек-паук)
Гве́ндолин (Гвен) Сте́йси (англ. Gwendolyne "Gwen" Stacy) — персонаж дилогии Марка Уэбба «Новый Человек-паук» (2012—2014). Является киноадаптацией одноимённой героини Marvel Comics, созданной Стэном Ли и Стивом Дитко. Исполнительница роли — Эмма Стоун. Гвен изображена как одноклассница и возлюбленная Питера Паркера.
За исполнение своей роли Эмма Стоун получила признание со стороны критиков и аудитории, несмотря на неоднозначные отзывы на дилогию в целом.

## Создание образа

### Первое появление и кастинг
В комиксах Гвен Стейси впервые появилась в The Amazing Spider-Man #31 (декабрь 1965). Гвен была задумана как главная возлюбленная супергероя Человека-паука. Сценаристы комиксов решили убить Гвен, чтобы супергерой впоследствии сошёлся с Мэри Джейн Уотсон; данное решение стало ключевым моментом в истории комиксов. Безуспешная попытка Человека-паука спасти Гвен считается одной из первых крупных неудач супергероя и концом Серебряного века комиксов. В дальнейшем героиня неоднократно подвергалась клонированию и возрождению; также была показана альтернативная версия Стейси — Гвен-паук. Персонаж был включён в ряд телевизионных шоу и мультфильмов о Человеке-пауке.
Впервые на киноэкранах Гвен Стейси появилась в ленте Сэма Рэйми «Человек-паук 3: Враг в отражении» (2007), где её роль исполнила Брайс Даллас Ховард. В данной адаптации Питер Паркер / Человек-паук и Гвен не состоят в любовных отношениях, поскольку дамой сердца Паркера являлась Мэри Джейн. После отмены «Человека-паука 4» и перезапуска фильмов о Человеке-пауке сообщалось, что и Гвен, и Мэри Джейн появятся в первом фильме новой франшизы, однако вскоре было подтверждено, что избранницей Питера будет только Гвен. В список претенденток на роль вошли Лили Коллинз, Офелия Ловибонд, Имоджен Путс, Тереза Палмер, Эмма Робертс и Мэри Элизабет Уинстэд. В сентябре 2010 года издание Variety сообщило, что список кандидаток на роль пополнился Эммой Стоун и Мией Васиковска. Стоун была утверждена на роль в октябре 2010 года благодаря сочетанию с исполнителем роли Человека-паука Эндрю Гарфилдом, что впоследствии стало причиной их закадрового романа.
Стоун сохранила свой натуральный светлый цвет волос, соответствующий образу Гвен в комиксах. Эмма посчитала, что несёт ответственность за участие в фильме о Человеке-пауке, и отметила, что «в детстве не читала комиксы, и мой опыт ограничивался фильмами Сэма Рэйми… Я всегда считала, что Мэри Джейн была его первой любовью»; актриса была знакома только с воплощением Брайс Даллас Ховард в фильме «Человек-паук 3: Враг в отражении». «Я очень хочу понравиться людям, которые любят Человека-паука или Гвен Стейси, и хотят, чтобы её изобразили достойно. Я надеюсь, что мне позволят интерпретировать её по-своему», — сообщила Стоун. Режиссёр «Нового Человека-паука» Марк Уэбб привнёс в фильм несколько элементов из серии Ultimate Spider-Man, но при этом не хотел изображать Гвен «панк-рокершей». Уэбб отметил, что «текстура» романтических отношений между ней и Питером основана на Ultimate-версиях Паркера и Мэри Джейн.
Несмотря на смерть своей героини в фильме «Новый Человек-паук: Высокое напряжение» (2014), Эмма Стоун в интервью для Screen Rant выразила заинтересованность в возвращении к роли воскресшей Стейси в будущих фильмах. К июлю 2014 года разработка кинокартин «Зловещая шестёрка», «Новый Человек-паук 3» и «Новый Человек-паук 4» прекратилась; в этих фильмах Эмма должна была вернуться к роли Гвен, а по сюжету вернувшийся Норман Озборн соединил бы воскресшую и потерявшую память Стейси с симбиотом Карнажем с целью настроить против Питера, Гарри Озборна и Зловещей шестёрки. В начале 2015 года было заключено соглашение о перезапуске серии в рамках Кинематографической вселенной Marvel, вследствие чего будущие проекты франшизы «Новый Человек-паук» были отменены.

## Характеристика
Официальный сайт Sony Pictures, посвящённый фильму «Новый Человек-паук», характеризует Гвен Стейси как «умную, харизматичную и мятежную». Эмма Стоун назвала свою героиню «папиной дочкой», которая очень ответственна, заботится о своей семье и любит науку. «Она предлагает Паркеру мир спокойствия, семью, не омрачённую потерей родителей, и, помимо физической привлекательности, между ними устанавливается интеллектуальная связь за счёт их общей любви к науке», — поделилась актриса. По мнению Стоун, Гвен «оказалась между [своим отцом] капитаном, Питером Паркером и Человеком-пауком, у которых разные способы найти справедливость в жизни», что, по её мнению, является интересной темой для исследования. Дана Стивенс из Slate описала персонажа как «мечту ботаника: милая, сообразительная, остроумная дама в скромных свитерах, мини-юбках, чулках до бёдер и сапогах».
Отношения Гвен и Питера более подробно раскрываются в картине «Новый Человек-паук: Высокое напряжение». Стоун заявила: «Она спасает его чаще, чем он ее. Она невероятно полезна для Человека-паука… Он — мускулы, она — мозги». Эмили Кубинчанек из Film School Rejects подчеркнула, что в отличие от Мэри Джейн Уотсон, главной возлюбленной Питера в трилогии Сэма Рэйми, Гвен Стейси, изображённая в фильмах Марка Уэбба, демонстрирует «чувство партнёрства» в отношениях с Питером Паркером и готова помогать ему в битвах, даже ценой собственной жизни; Стейси выручает супергероя в сражении с Электро и впоследствии гибнет от рук Зелёного гоблина.

## Роль в фильмах

### «Новый Человек-паук» (2012)
Гвен — ассистентка доктора Курта Коннорса, работающая в организации Oscorp, а также дочь капитана полиции Нью-Йорка Джорджа Стейси и одноклассница Питера Паркера и Флэша Томпсона в средней научной школе Мидтауна. Она предотвращает их драку и отчитывает Флэша за невыполненное домашнее задание и нападение на Питера. Вскоре Питер проникает в лабораторию Oscorp, где его кусает радиоактивный паук, придавший ему сверхспособности. Стейси встречает Паркера после того, как его дядя Бен забирает его после уроков, а позже поддерживает Питера после смерти Бена.
После того, как Питер начинает поиск убийцы дяди Бена, облачившись в мстителя под псевдонимом «Человек-паук», Гвен приглашает его на семейный ужин, где Паркер и капитан Стейси спорят о намерениях мстителя. Оставшись наедине с Гвен, Питер раскрывает себя Человеком-пауком и целует её. Гвен помогает Паркеру разработать антидот от мутагена ставшего Ящером Коннорса, превращающего людей в рептилий. В ходе сражения Питера и Ящера последний убивает капитана Стейси. Питер распыляет антидот, вернув Коннорса в человеческий облик. Юноша даёт обещание Джорджу не впутывать Гвен в свою супергеройскую жизнь и впоследствии расстаётся с девушкой. Вскоре Паркер нарушает обещание и воссоединяется с Гвен.

### «Новый Человек-паук: Высокое напряжение» (2014)
Два года спустя Гвен и Питер заканчивают школу. В ходе церемонии вручения дипломов девушка звонит Паркеру, который сообщает, что опоздает на мероприятие, в то время как втайне от неё помогает полиции Нью-Йорка задержать преступника Алексея Сицевича. Питер прибывает на церемонию после окончания речи Гвен, забирает диплом и целует возлюбленную на глазах у публики. Вечером Паркер информирует Гвен о своём видении духа её отца, и решает выполнить его просьбу, в результате чего пара расстаётся.
В Oscorp девушка встречает Макса Диллона, электромонтёра, одержимого Человеком-пауком. С течением времени Стейси пересекается с Питером и пара решает сохранить дружбу, установив некоторые правила. Гвен сообщает Питеру о своих планах переехать в Англию, чтобы обучаться в Оксфордском университете. Макс, ставший в результате несчастного случая злодеем под псевдонимом Электро, отключает электричество на Таймс-сквер. Гвен узнаёт Диллона; Дональд Менкен, член совета директоров Oscorp, видя в девушке угрозу, увольняет её и нацеливается на её устранение. Во время побега из здания Oscorp Стейси знакомится с лучшим другом детства Питера — Гарри Озборном.
Позже Гвен отправляет Питеру голосовое сообщение, сообщив, что получила место в Оксфорде и теперь вынуждена отправиться на самолёт. Питер догоняет её и соглашается поехать с ней в Англию, в результате чего они воссоединяются. Их беседу прерывает отключение электричества, вызванное Электро. Питер отводит Гвен в район, где находится полиция. Стейси помогает Паркеру модернизировать веб-шутеры и тот отправляется на бой с Электро. Когда злодей захватывает Человека-паука, Гвен, вопреки требованиям Питера, прибывает на полицейской машине и сбивает Макса. Вдвоём они побеждают и убивают Электро, перегрузив его электричеством.
Сразу после смерти Макса прилетает Гарри, теперь уже в облике Зелёного гоблина, желающий отомстить Человеку-пауку за его отказ в предоставлении крови для переливания, и узнаёт тайну личности супергероя. Паркер и Озборн сражаются на вершине башни, и Человеку-пауку удаётся одолеть его. В процессе их битвы Гвен падает с большой высоты. Окончательно победив Гоблина, Питер прыгает вниз в надежде спасти возлюбленную. Он ловит её при помощи своей паутины, однако Стейси погибает, ударившись головой о поверхность. Подавленный Питер завершает свою «паучью» карьеру.
Проходит пять месяцев, с тех пор Человека-паука так и не видели в Нью-Йорке, а Питер каждый день посещает могилу Гвен. Вскоре неизвестные люди освобождают Сицевича из тюрьмы и снабжают его боевым костюмом. Алексей, называющий себя «Носорогом», устраивает бесчинства на улицах города. Прослушав речь Гвен на выпускном, Паркер возвращается на путь супергероя и вступает в бой с Носорогом.

### «Человек-паук: Нет пути домой» (2021)
Гвен не появляется в фильме, но упоминается Питером, когда он случайно переносится в альтернативную реальность из-за неудачного магического заклинания Доктора Стрэнджа. Действие фильма происходит через десять лет после событий «Высокого напряжения». Питер встречает альтернативную версию себя (получившую прозвище «Питер-2»), также переместившуюся из другой вселенной. Вместе они помогают успокоить местного Питера (получившего прозвище «Питер-1»), потерявшего тётю Мэй. Паркер рассказал, что после смерти Гвен стал жестоким, и не хотел бы, чтобы Питер-1 стал таким же. Вместе Люди-пауки разрабатывают лекарства для злодеев, перенесённых из их вселенных, чтобы спасти их от неминуемой смерти. Питер достигает своего искупления, сумев поймать девушку Питера-1, Эм-Джей, когда та падала со Статуи Свободы, тем самым предотвратив её от участи Гвен. Победив и вылечив всех злодеев и помирившись с Диллоном, Питер прощается со своими альтернативными версиями и возвращается в свою вселенную более счастливым человеком.
Сценаристы «Нет пути домой» Крис Маккенна и Эрик Соммерс сообщили, что Гвен была включена в ранний вариант сценария: героиня должна была попасть во вселенную Питера-1 вместе с версией Мэри Джейн Уотсон (Кирстен Данст) из вселенной Сэма Рэйми. Авторы истории отметили, что данные персонажи «не вписались в финальную версию сюжета».

## Появления в комиксах
Гвен фигурировала в комиксах, связанных с фильмами киносерии. Она помогла Питеру переделать костюм Человека-паука и, после расставания с ним, пыталась сохранить дружеские отношения. Впоследствии пара возобновила роман.

## В других медиа

### Видеоигры
- Гвен Стейси появляется в видеоигре The Amazing Spider-Man, её озвучила Кэри Уолгрен. Через несколько месяцев после событий первой части Гвен продолжает работать в Oscorp и помогает Человеку-пауку.
- Гвен не появляется в видеоигре The Amazing Spider-Man 2, но упоминается Питером Паркером в разговоре с тетёй Мэй.

## Критика
Версия Гвен Стейси в исполнении Эммы Стоун была положительно принята кинокритиками и принесла актрисе широкое признание. Стоун была номинирована на ряд премий, выиграв в 2015 году награду на церемонии Kids’ Choice Awards в категории «Любимая киноактриса». Рецензенты высоко оценили взаимодействие Эммы с Эндрю Гарфилдом как в «Новом Человеке-пауке», так и в «Новом Человеке-пауке 2». Также эксперты отметили более проработанный образ Гвен по сравнению с версией в исполнении Брайс Даллас Ховард.
В своём отзыве на первый фильм Стефани Захарек из Movieline заявила, что «не испытала особого желания увидеть возрождение серии. Но, посмотрев картину с Гарфилдом и Стоун, я подумала, что это не такая уж плохая идея». После просмотра «Высокого напряжения» Элисон Уиллмор из BuzzFeed назвала игру Эммы и историю любви двух людей, «безнадёжно влюблённых друг в друга», самыми яркими элементами фильма, в то время как злодеи, по её мнению, «усложнили отношения между Питером и Гвен». Уиллмор назвала их историю любви «необычайно привлекательной» для клишированного супергеройского фильма.